# Joseph Effiong Ekuwem
Joseph Effiong Ekuwem (Offi Udah, Nigéria, 18 de dezembro de 1949) é Arcebispo de Calabar.
Joseph Effiong Ekuwem foi ordenado sacerdote em 30 de junho de 1979 para a Diocese de Calabar.
Em 4 de julho de 1989, o Papa João Paulo II o nomeou Bispo de Uyo. O Pró-Núncio Apostólico na Nigéria, Dom Paul Fouad Tabet, o consagrou em 9 de dezembro do mesmo ano; Os co-consagradores foram o Bispo de Awka, Albert Kanene Obiefuna e o Bispo de Calabar, Brian David Usanga.
Em 2 de fevereiro de 2013, o Papa Bento XVI o nomeou ao Arcebispo de Calabar.